# Pelurga argentata
Pelurga argentata är en fjärilsart som beskrevs av Meves 1914. Pelurga argentata ingår i släktet Pelurga och familjen mätare. Inga underarter finns listade i Catalogue of Life.